# 北卡斯爾 (紐約州)
北卡斯爾（英語：North Castle）是一個位於美國紐約州西徹斯特縣的鎮。

## 人口
根據2020年美國人口普查的數據，北卡斯爾的面積為67.81平方千米，當中陸地面積為67.47平方千米，而水域面積為0.34平方千米。當地共有人口12408人，而人口密度為每平方千米183人。